# 大山妙子
大山 妙子（おおやま たえこ、1974年6月18日 - ）は、東京都出身の元女子バスケットボール選手である。

## 来歴
中野区立第三中学校、東亜学園高校卒業後の1993年、日鉱共石（現・ENEOS）に入社。4年連続2冠達成などJOMO黄金時代に貢献。個人タイトルも獲得する。
また、全日本のメンバーとして、アトランタ・アテネ2回のオリンピックなどに出場。アテネ五輪では、主将を務めた。
五輪後に現役引退。
現在は、JOMOクリニック専任コーチとして活動する一方で、日本バスケットボール協会広報部副部長も務めており、2012年には協会理事に就任した。

## 経歴
- 東亜学園高 - 日鉱共石/ジャパンエナジー（1993年〜2004年）

## 日本代表歴
- 1994年世界選手権
- 広島アジア大会
- アトランタ五輪
- 1998年世界選手権
- バンコクアジア大会
- 2002年世界選手権
- アテネ五輪

## 脚註
1. ↑  日本バスケットボール協会理事会 日本バスケットボール協会オフィシャルサイト
2. ↑  公益財団法人日本バスケットボール協会 平成24・25年度 理事・監事決定 日本バスケットボール協会プレスリリース 2012年6月23日閲覧